# Heinz Günthardt
Heinz Peter Günthardt (Zurique, 8 de Fevereiro de 1959) é um ex-tenista profissional suíço.